# Zolfo-β

Diagramma di fase delle forme allotrope dello zolfo α ortorombica, β monoclina.

Lo zolfo-β o sulphur-β è un minerale composto da solo zolfo ed è l'allotropo monoclino dello zolfo nativo (ortorombico).
Lo zolfo-β si forma in seguito al raffreddamento dello zolfo fuso ed è stabile tra i 96 °C e il punto di fusione a 118,9 °C. A temperatura ambiente lo zolfo passa dalla struttura monoclina β a quella α ortorombica.

## Abito cristallino

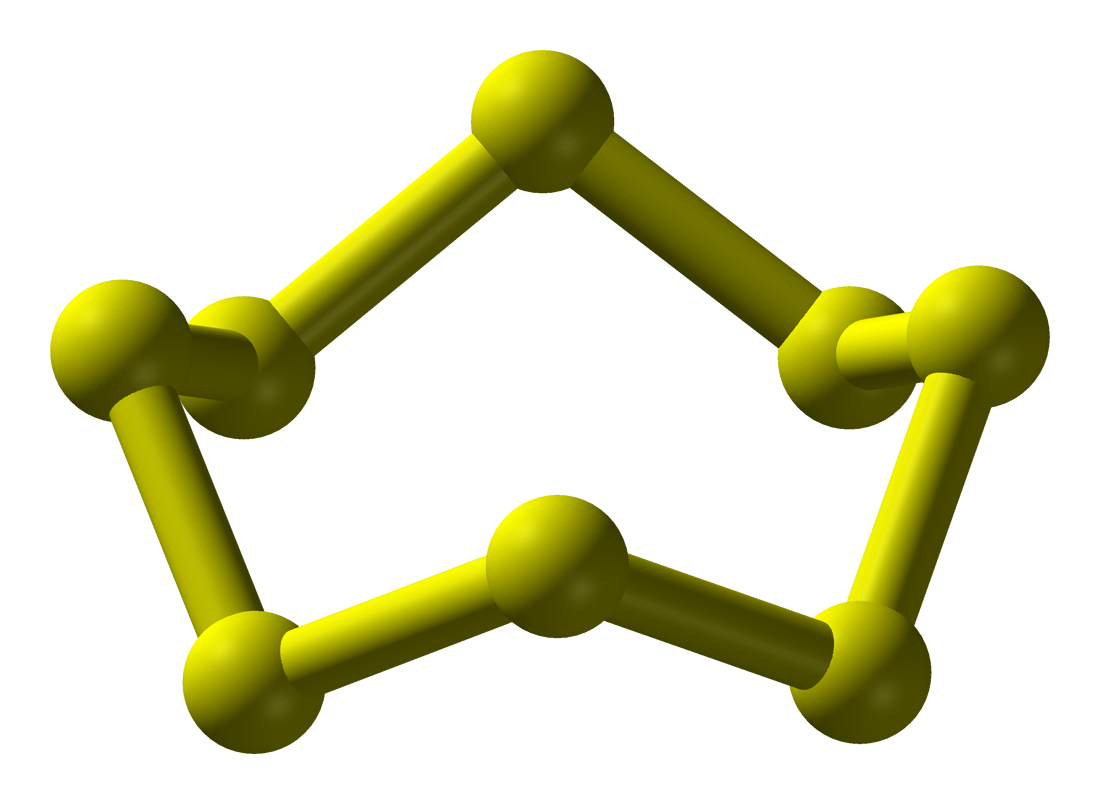
Struttura dello zolfo nativo, otto atomi di zolfo formano un anello che si coordinano ad altri anelli formando una struttura compatta, non mostrata in figura.

I cristalli monoclini sono aciculari e spesso geminati. Presenta una struttura formata da anelli costituiti da 48 celle formate da otto atomi. Gli anelli si uniscono tra loro, con legami deboli, formando molecole.

## Origine e giacitura
Si rinviene frequentemente in zone vulcaniche per evaporazione collegata alle attività termali.
Lo zolfo nativo si origina soprattutto per sublimazione dalle emissioni vulcaniche formando masse compatte o, più comunemente, depositi ed efflorescenze sulle pareti.
La formazione di zolfo nativo può avvenire anche per opera di alcuni batteri che riducono i solfati soprattutto nei giacimenti di gesso.

## Luoghi di provenienza
Sicilia; Texas, Louisiana (USA); Giappone; Indonesia.

## Impieghi del minerale
Lo zolfo è impiegato nella produzione di acido solforico e per la preparazione di prodotti antiparassitari.